# Tumulus de la Hogue
Pour les articles homonymes, voir Hogue.
Le tumulus de la Hogue est un tumulus néolithique situé à Fontenay-le-Marmion, dans le département français du Calvados.

## Étymologie
Les appellations tumulus de la Hogue ou Butte de la Hogue ont un caractère redondant. En effet, hogue signifie précisément « colline (boisée), butte » et accessoirement « tumulus » en ancien normand. Il est sorti de l'usage vers le XVIe siècle. Sa variante nord cotentinoise et insulaire (îles de la Manche), hougue, l'a été plus tardivement. Ils procèdent du vieux norrois haugr qui avait le sens de « butte, colline sacrificielle, tumulus, cairn, tas d'immondices ou de fumier ». Il se poursuit dans l'islandais moderne haugur et le norvégien haug de sens proche.

## Historique
Le site de la Hogue est découvert en 1829 par des ouvriers qui y extrayaient des pierres pour réparer les chemins communaux. En 1830-1831, des fouilles y ont été diligentées par la Société des Antiquaires de Normandie. Entre 1834 et 1835, le site subit de nouvelles extractions de pierre. Le propriétaire du château de Fontenay, M. le Hardelay, achète le site en 1840 pour le sauver d'une destruction totale. Léon Coutil y mène plusieurs fouilles (en 1904, 1906, 1908 et 1917) afin de restaurer le site et celui-ci est classé au titre des monuments historiques depuis le 26 décembre 1905. À la fin des années 1960, la campagne de restauration du parement extérieur conduit Édouard Laignel à fouiller la chambre A.

## Description

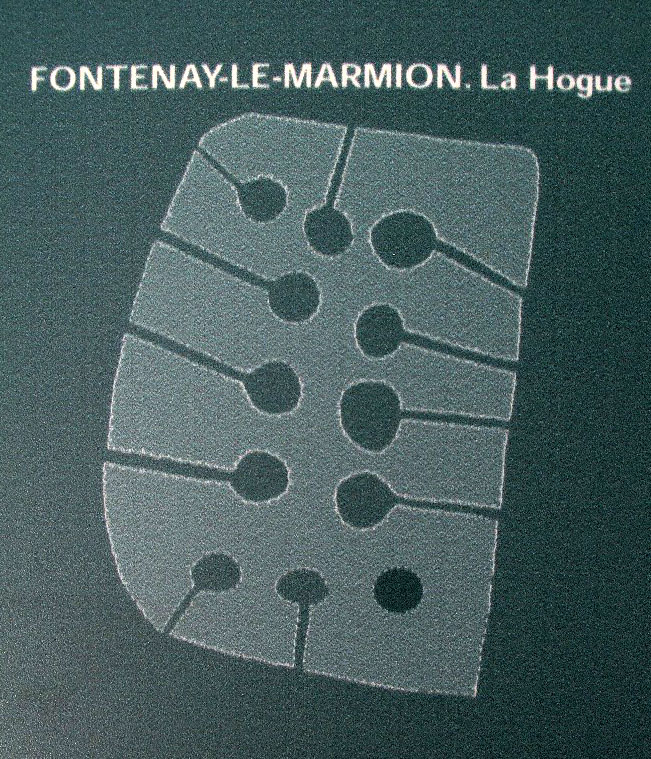
Croquis du tumulus.

Le tumulus, qui devait à l'origine atteindre 8 m à 10 m de hauteur, est situé au milieu des champs de la plaine de Caen, sur les terrains calcaires de la période jurassique. Le tumulus ovalaire mesure 49 mètres de long dans le sens nord-sud su 37 mètres de large, dans le sens est-ouest ; le quart nord-ouest de l'édifice a été détruit par les extractions successives de pierres, la façade est étant la mieux conservée.

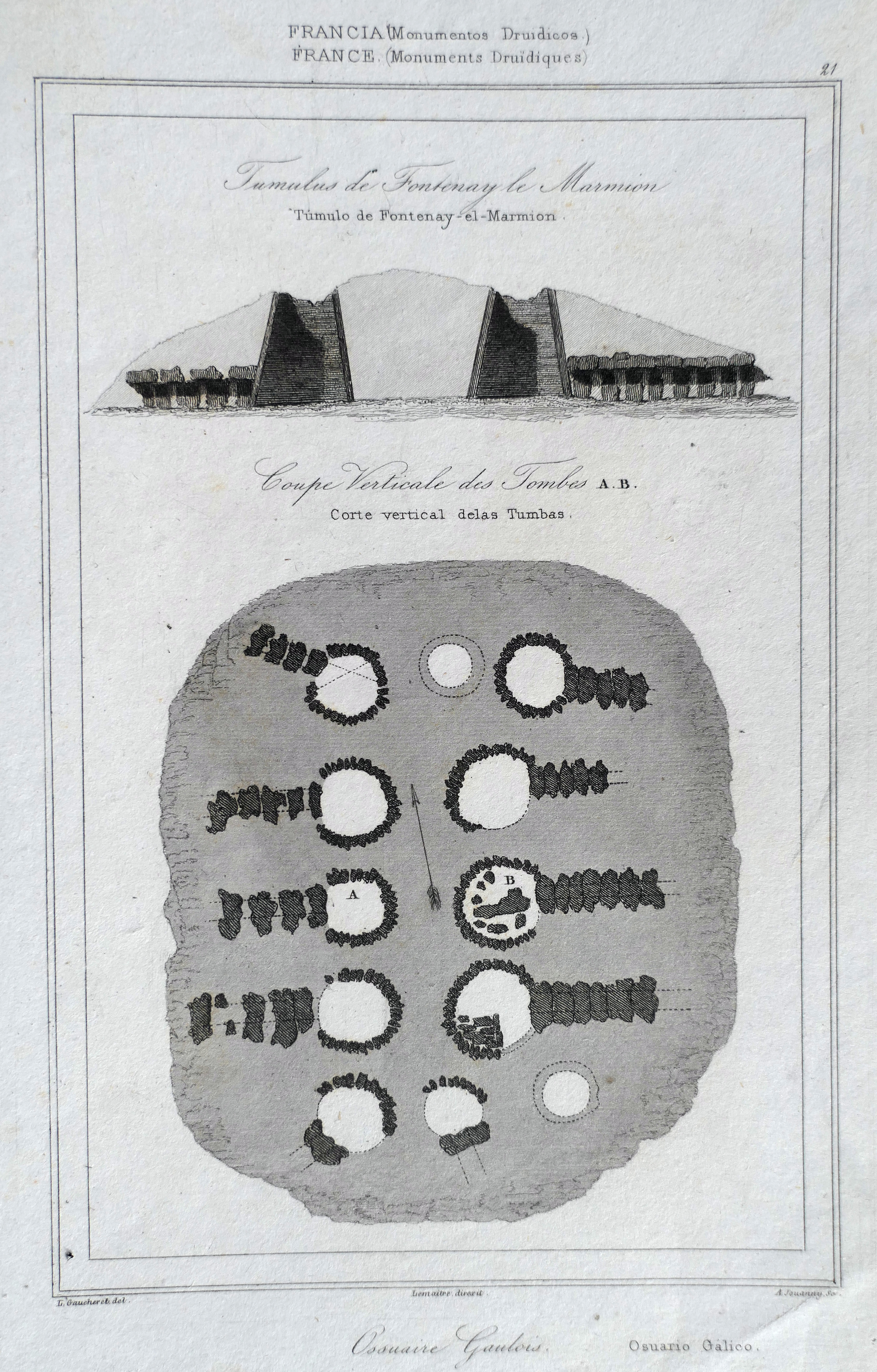
Dessins anciens du tumulus.

Le cairn renfermait, lors de sa découverte, douze chambres funéraires sub-circulaires accessibles par des couloirs en pierres sèches dont les entrées se situent de façon rayonnante autour du monument, sans orientation particulière. Les chambres étaient recouvertes par encorbellement. Dans l'une des chambres, le couloir d'accès comportait encore une dalle de calcaire reposant à l'horizontale sur deux piliers verticaux. 
La chambre A mesure (3,80 m de diamètre) comporte un compartimentage interne constituée de petites dallettes en calcaire posées sur chant.
Il existe, à 500 m du site un autre monument du même type, le tumulus de la Hoguette.

## Matériel funéraire
D'après le compte rendu des fouilles de 1830-1831, dans les dix chambres fouillés les ossements humains furent retrouvés  sans ordre particulier, comme jetés sur le sol, et quelques os présentaient des traces d'ustion. Ces observations seront confirmées par la fouille de E. Lagnel qui ne retrouva « pratiquement aucun élément de squelette en connexion ».
Dans la chambre A, le mobilier funéraire se composait principalement d'éléments de parures (21 canines perforées, 5 pendeloques en ivoire, 1 pendeloque en ambre, 4 coquilles de bivalves perforées), d'un petit outillage (1 fragment d'aiguille en os, 1 petit éclat de silex).

## Folklore
Selon la tradition locale, il s'agissait d'un ancien cimetière romain. En 1902, l'archéologue Léon Coutil écrit:
« D'après une légende, les Romains ayant livré une grande bataille dans les plaines de May et de Fontenay, leur général fut tué et enterré à la Hogue : chaque soldat apporta une pierre sur son corps, en signe de deuil. Depuis, on croyait que de nocturnes apparitions avaient eu lieu en cet endroit. Les fouilles ont dissipé cette croyance à un immense trésor qui aurait été caché sous ce tumulus. »